# Hôtel particulier Zaïtsev
L'hôtel particulier Zaïtsev (усадьба Зайцевых) est un édifice inscrit au patrimoine architectural de Nijni Novgorod en Russie. Il se trouve rue de la Nativité dans le centre historique de la ville et a été construit dans la première moitié du XIXe siècle et en 1874. Il a appartenu pendant longtemps à la famille de riches marchands vieux-croyants, les Zaïtsev. La façade de cet ancien hôtel particulier est l'une des plus richement décorées de la rue.

## Histoire

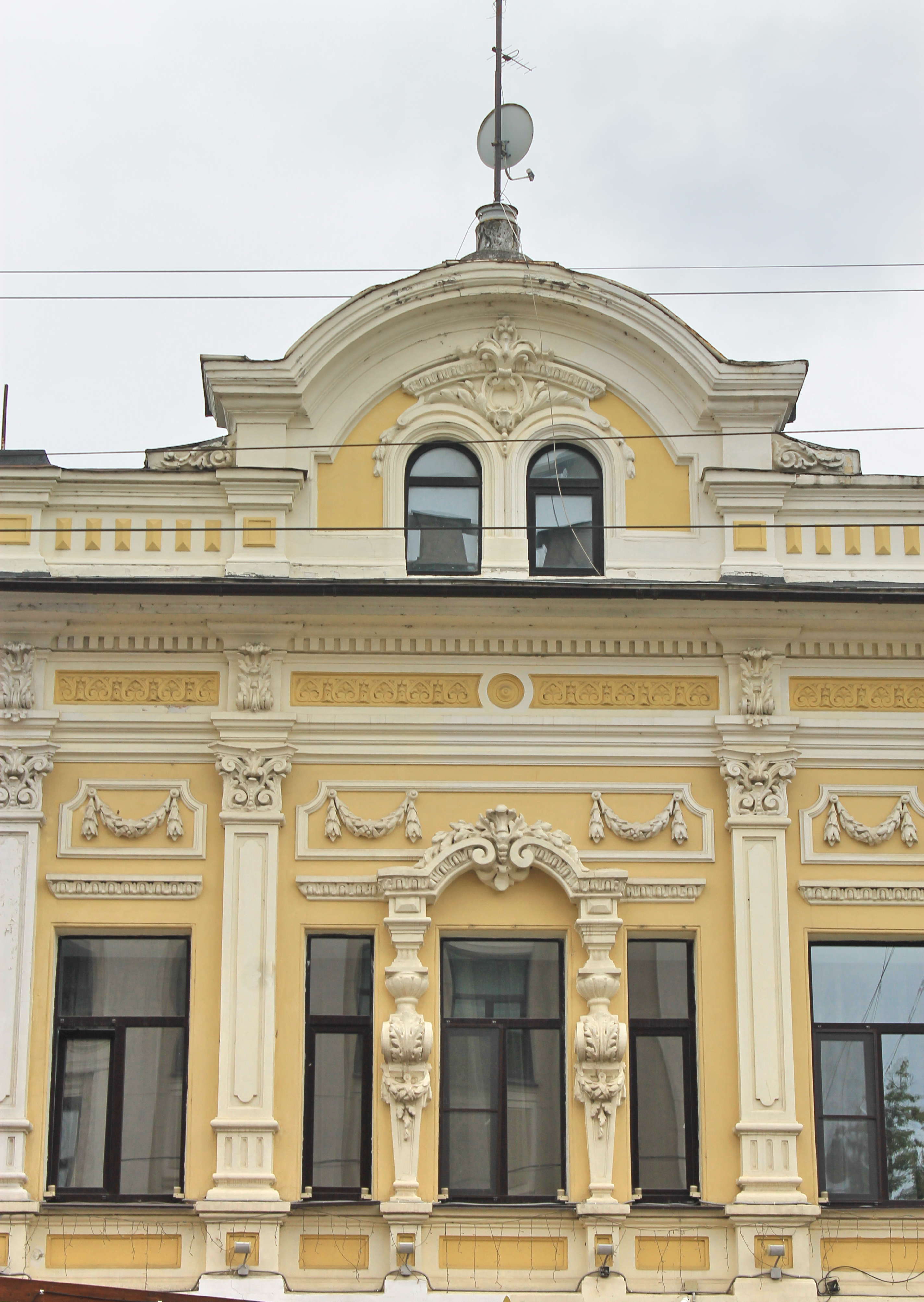
Détail de la façade.

Cet édifice situé au n° 20 se trouvait avant la Révolution d'Octobre en face de l'église Saints-Côme-et-Damien, détruite à l'époque soviétique, et a connu plusieurs numérotations. Ce n'est qu'au début du XXe siècle qu'il s'est trouvé au n° 20, entre l'hôtel particulier Obriadtchikov au n° 22 et l'hôtel particulier Degtiariov au n° 18.
L'attribution exacte de l'époque et de l'auteur des plans est inconnue. L'édifice d'aujourd'hui est indiqué sur le plan directeur de Nijni Novgorod en 1852-1853 comme une maison en pierre avec un territoire immobilier établi, qui a survécu à ce jour sous presque la même forme que celle indiquée sur le plan. La façade de la maison à cette époque est connue d'après un dessin de Bystritski sur une gravure intitulée «L'église Saints-Côme-et-Damien de la place Sofronovskaïa», publiée dans le livre de l'historien local N.I. Khramtsovski. Malgré le fait que les détails de la décoration de la façade sur la lithographie soient peu distinguables, les experts la déterminent par certaines caractéristiques (nombre d'étages, nombre de fenêtres sur la façade, structure de la façade).
La demeure appartient à partir des années 1860 à Andreï Evlampiévitch Zaïtsev, marchand vieux-croyant de la 1re guilde, ancien maire de Gorbatov. En 1871, le nouveau propriétaire fait construire une dépendance en pierre et un bâtiment de service en pierre donnant sur la cour. Cependant, l'évaluation de la propriété n'a pas augmenté et a même diminué à 12 600 roubles, selon la réévaluation de l'immobilier pour l'année 1874. Il semble que la propriété ait auparavant souffert d'un incendie.

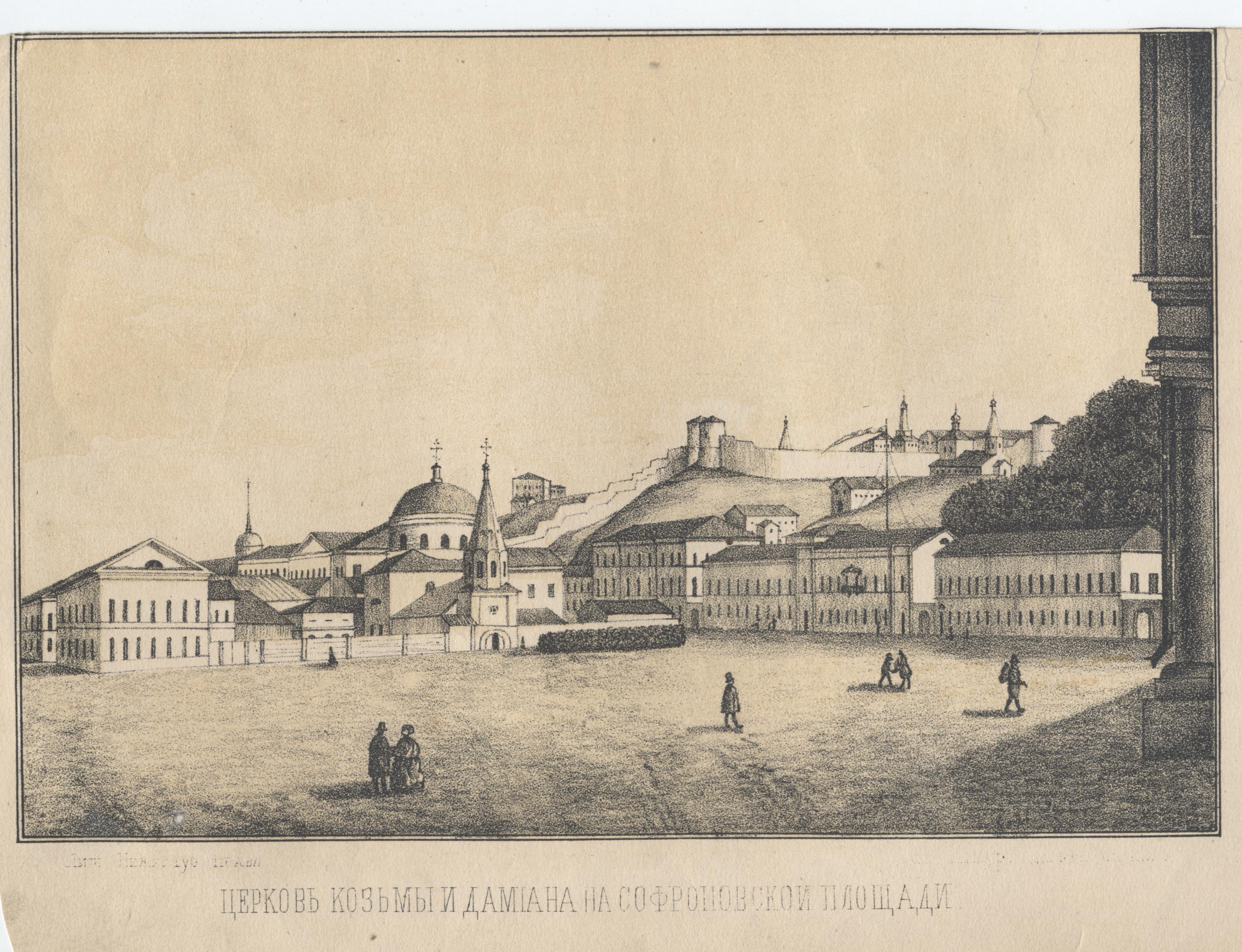
La maison de maître sur une gravure ancienne.

Après la mort d'Andreï Zaïtsev en 1889, la demeure passe à ses fils Mikhaïl et Alexandre. L'édifice abrite alors le comptoir de la maison de négoce «Fils d'Andreï Zaïtsev», qu'ils dirigent. Ce comptoir, dont le capital social s'élevait à 120 mille roubles, faisait le commerce de fil, de fil de lin et de chanvre et de ficelle de chanvre. La demeure abrite aussi le bureau de la «Société V.I. Rogozine & Co», spécialisée dans la production d'huiles minérales, dont les Zaïtsev étaient actionnaires. Avant l'ouverture de la Bourse de Nijni Novgorod en 1881, des transactions étaient effectuées quotidiennement dans la maison principale par les marchands de Nijni Novgorod et d'ailleurs.
Les frères Zaïtsev habitaient avec leur famille dans des appartements de cette maison. En 1893, Alexandre Zaïtsev s'achète une demeure rue Tikhonskaïa (aujourd'hui rue Oulianov) et y emménage. Mikhaïl Zaïtsev continue d'habiter la maison paternelle jusqu'en 1906, lorsqu'il déménage dans une nouvelle maison rue Bolchaïa Petcherskaïa.
Le comptoir de la Maison Zaïtsev ferme en 1907 et l'hôtel particulier est vendu par Mikhaïl Zaïtsev le 8 janvier 1908 au marchand Mikhaïl Emelianovitch Karpov pour la somme de 110 mille roubles. Ce dernier fait faire de coûteux travaux et fait réaménager en partie la propriété par l'architecte Piotr Petrovitch Rozanov. Il installe son magasin de chaussures au rez-de-chaussée en octobre 1908 et en plus en janvier une mercerie élégante. Son affaire est si dynamique qu'en 1909 déjà, la maison de commerce de Karpov perçoit un revenu de 1,2 million de roubles.  En 1911-1912, il commence à vendre aussi des produits manufacturés, des jouets, des chapeaux, des articles de voyage et de parfumerie.

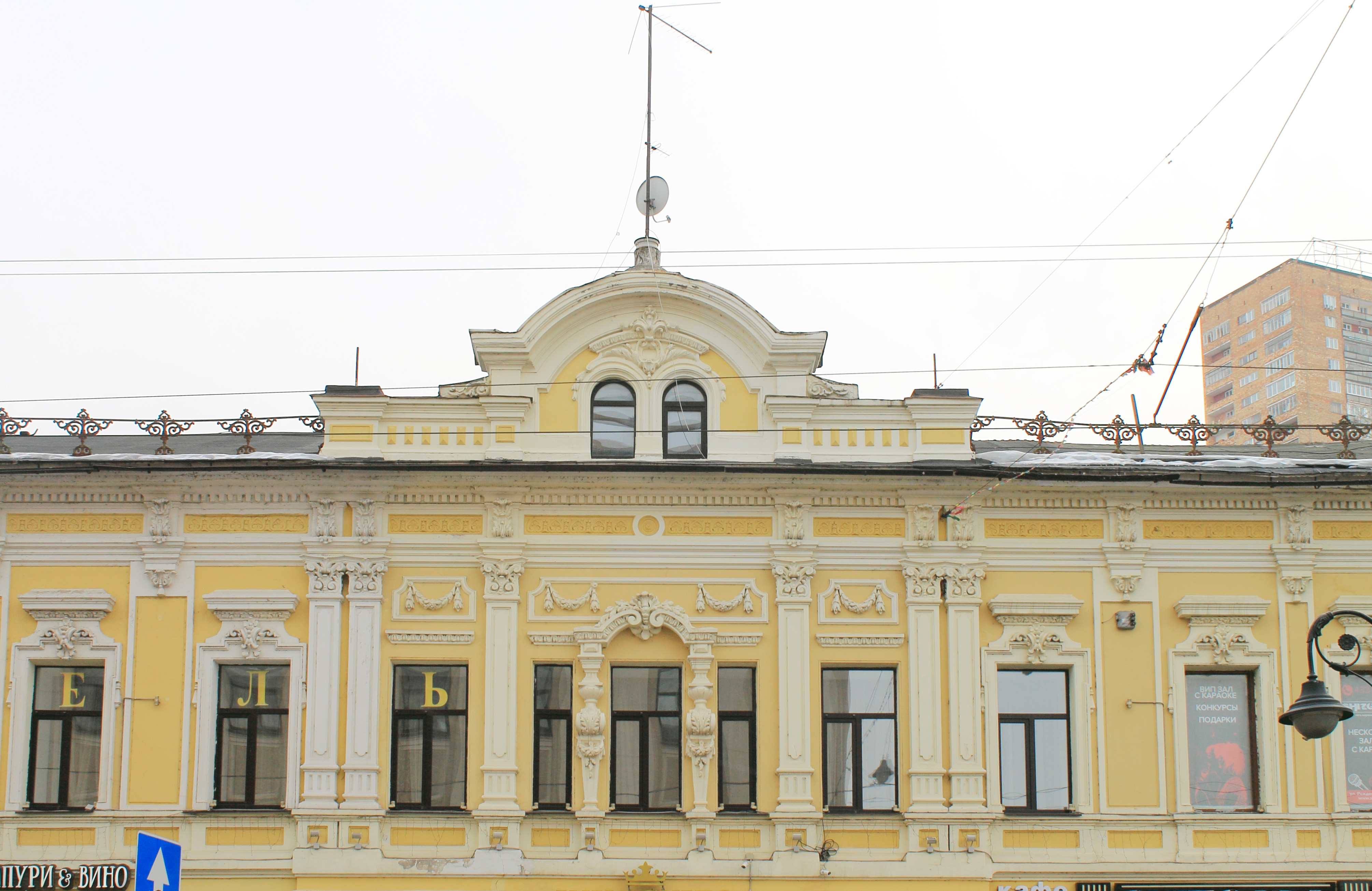
Détail de la façade.

La maison est expropriée au début de l'année 1918 par les bolchéviques. À la fin des années 1920, on y installe les bureaux de diverses entreprises d'État comme Nijmeltrust, Nijvaltrust, Metall Sklad et une billetterie pour les chemins-de-fer de Nijni Novgorod. En 1939, on y installe l'administration de l'usine de vêtements Chveïprom et après la guerre, une fabrique de vêtements.
Restaurée en 2017, la propriété abrite aujourd'hui des magasins, un restaurant, un café et des bureaux.